# 卡爾·埃德查 (東菲士蘭)
卡爾·埃德查（德語：Carl Edzard，1716年6月18日—1744年5月25日），末代東菲士蘭親王，1734年至1744年在位。
卡爾·埃德查從小於父親格奧爾格·阿爾布雷希特的嚴密控制下成長。1734年5月卡爾·埃德查與拜律特藩侯格奧爾格·腓特烈·卡爾的女兒索菲·威廉明妮結婚，僅僅一個月後其父親即去世。卡爾·埃德查與妻子僅有一個夭折的女兒（1740—1742），1744年卡爾·埃德查於奧里希去世，此後東菲士蘭被普魯士所兼併。